# Iván Mándy
Iván Mándy (ur. 23 grudnia 1918 – zm. 6 października 1995 w Budapeszcie) – pisarz węgierski.
Początkowo na jego twórczość miały wpływ neorealizm i egzystencjalizm. Później skierował się w stronę surrealizmu i groteski.
Pisał powieści, dramaty, słuchowiska radiowe, opowiadania.

## Nagrody i odznaczenia
- 1948 – nagroda literacka im. Baumgartena,
- 1969 – nagroda im. Attyli Józsefa za twórczość dla młodzieży,
- 1993 – kandydat do Literackiej Nagrody Nobla.

## Twórczość
- 1948 – "A huszonegyedik utca",
- 1959 – "Czutak i szary koń" (Csutak és szürke ló wyd. pol. 1964),
- 1961 – "Czutak robi karierę" (Csutak a mikrofon előtt wyd. pol. 1967),
- 1964 – "Polewaczka" (A locsolókocsi wyd. pol. 1971),
- 1971 – "Egy ember álma",
- 1981 – "Tájak, az én tájaim" (zbiór opowiadań).